# St. Willehad (Accum)

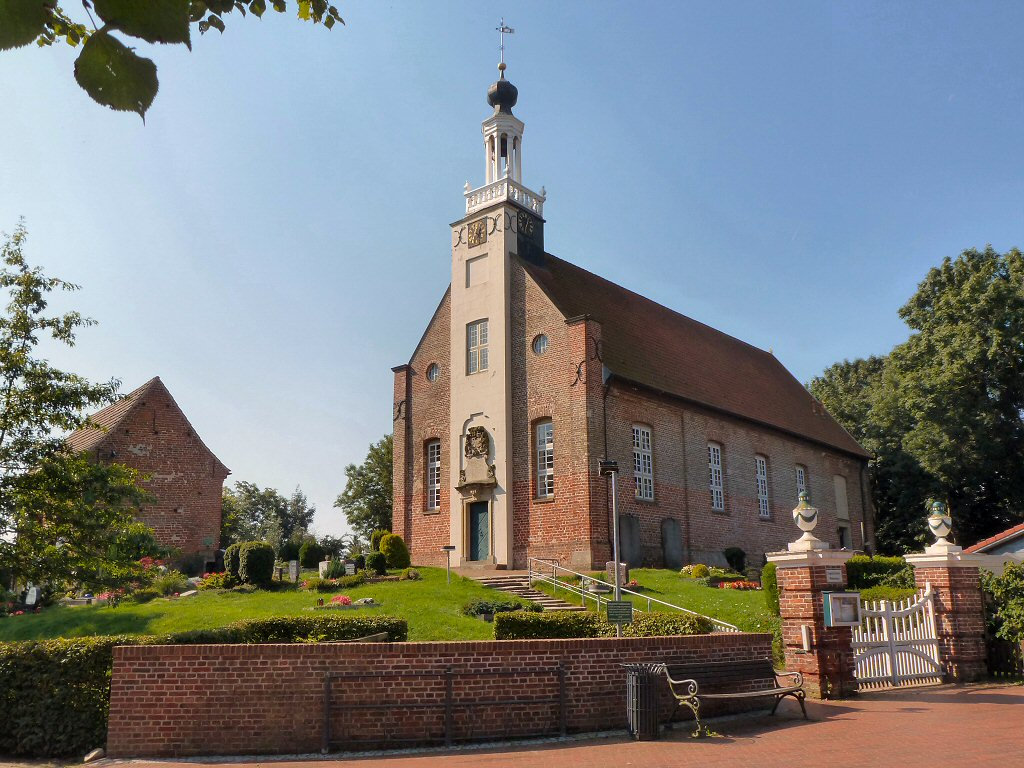
Accumer Kirche von Nordosten

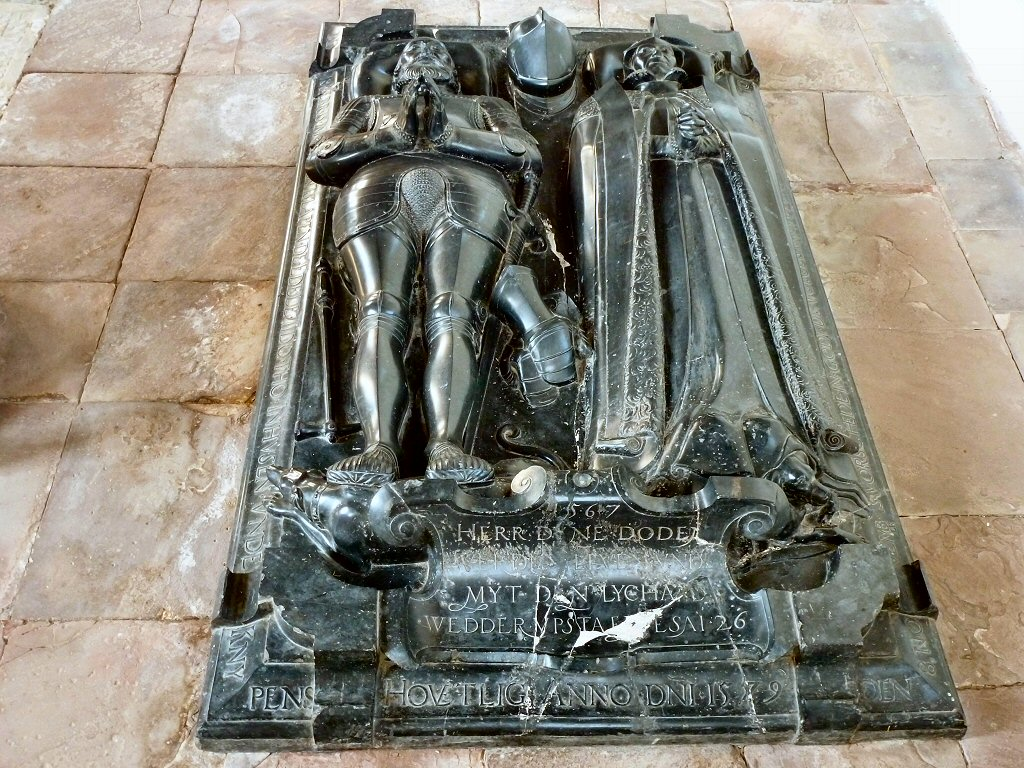
Doppelgrabmal für den Häuptling Tido von In- und Kniphausen und seine Frau Eva von Renneberg

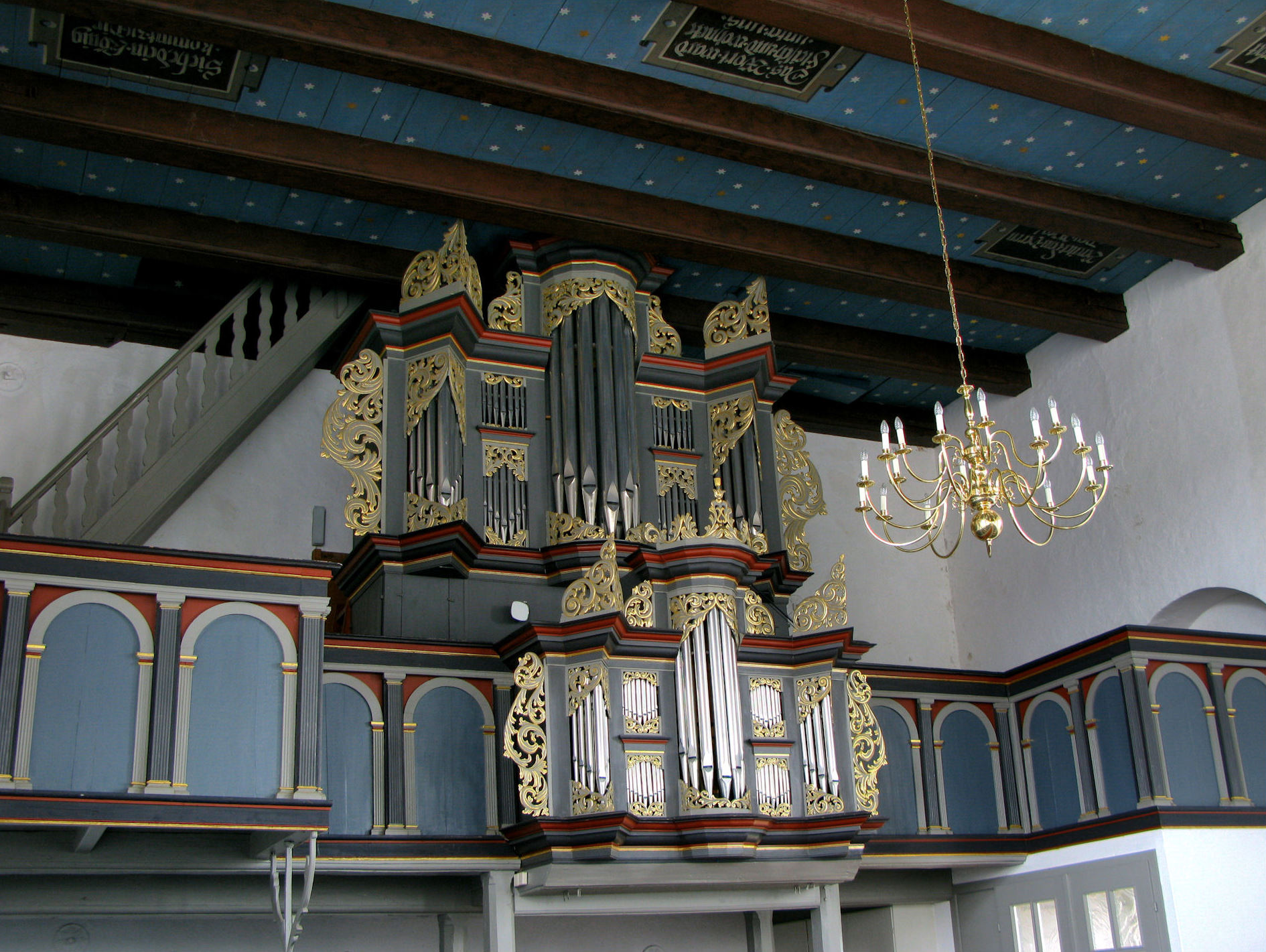
Orgel

Die Kirche St. Willehad ist eine denkmalgeschützte Kirche und eine evangelisch-reformierte Gemeinde im Ortsteil Accum der niedersächsischen Stadt Schortens. Der schlichte, schmucklose Rechteckbau wurde 1719 erbaut. Sie ist die einzige reformierte Kirche in der sonst lutherischen oldenburgischen Landeskirche.

## Geschichte
Eine erste Kirche in Ackem wurde um 840 in einer Kirchenchronik durch Erzbischof Ansgar von Bremen erwähnt. Ackem war die frühere Ortsbezeichnung von Accum. Die Kirche unterstand 1420 dem Sendstuhl Jever des Bremer Domdekans und diente im 14. und 15. Jahrhundert den friesischen Häuptlingen als Festungskirche. In der Kirche wurde 1476 der Friesen-Häuptling Lübbe Onneken bestattet. Dem Vorbild des ostfriesischen Adels folgend, führte Tido von Knipens und Inhusen in seinem Gebiet 1555 die Reformation ein. Seit jener Zeit ist Accum die einzige reformierte Kirche im Land Oldenburg. Graf Anton Günther von Oldenburg, der 1623 Landesherr wurde, versuchte vergeblich, die lutherische Kirchenordnung einzuführen. Dies scheiterte am Widerstand der friesischen Bevölkerung, die dabei Hilfe durch die ebenfalls reformierten holländischen Generalstaaten erhielten.
1719 wurde die heutige Kirche gebaut, nachdem die Vorgängerkirche von mehreren Sturmfluten schwer in Mitleidenschaft gezogen wurde und so baufällig war, dass sie nur noch unter Lebensgefahr betreten werden konnte. Die Finanzierung des Neubaus erfolgte durch den damaligen Landesherrn der Herrschaft Knyphausen, Graf Anton II. von Aldenburg, der die Mittel dazu durch den Verkauf des 1718 eingedeichten Schönengroden an den Kammerherrn und Deichgrafen von Weltzin erhielt. Dem an dem Finanzierungsplan maßgeblich beteiligten Landrichter Hake wurde eine Ehrentafel gewidmet, die neben dem Eingang auf der Nordseite angebracht ist.
Erhalten blieb der Glockenturm der Vorgängerkirche, der wie die meisten Glockentürme in Ostfriesland frei neben dem eigentlichen Kirchenbau und relativ niedrig ausgeführt wurde. Er trägt zwei Glocken. Die älteste und zugleich größte Glocke wiegt 1500 Kilogramm und stammt aus dem Ende des 12. Jahrhunderts. Die kleinere Glocke wiegt rund 900 Kilogramm und wurde 1417 in Bremen gegossen.
An die Erbauung der Kirche erinnert ein Gedenkstein mit der Innenschrift:

„Die Erbauung der Kirche geschah in den beschwerlichsten Zeiten, als die Landfrüchte, die Viehherden, die Dörfer und Ländereien durch Mäuse und Viehseuche und Überschwemmung jämmerlich verunheeret und verderbet waren.“

## Ausstattung

### Tido-Denkmal
Eine Besonderheit ist das im Inneren der Kirche befindliche Grabmal für den Häuptling Tido von Inn- und Kniphausen († 18. Februar 1565) und seine Frau Eva von Renneberg († 1579). Es befindet sich vorne in der Kirche neben dem hölzernen Abendmahltisch. Der 1567 angefertigte figürliche Doppelgrabstein mit seinem Hochrelief aus dunklem Syenit ist ein Beispiel bester flämischer Renaissance-Porträtplastik.

### Abendmahltisch
Anstelle des Altars befindet sich in der Accumer Kirche ein hölzerner, blauer Abendmahltisch, da sich Christus nach dem reformierten Glaubensbekenntnis bereits für alle Menschen geopfert hat und ein Opfertisch (=Altar) daher nicht notwendig ist.

### Kanzel
Die in der reformierten Gottesdienstordnung wesentliche Verkündigung durch den Pastor wurde durch eine Kanzeluhr auf der Kanzel in ihrer Länge begrenzt. Eine Uhr aus dem Jahr 1720 an der Giebelseite der Kirche hinter dem Abendmahltisch tat ihr Übriges.

### Orgel
Die St. Willehad Kirche beherbergt eine Orgel von Arp Schnitger (Hamburg), die 1705 erstellt und 1719 von Joachim Kayser in das heutige Kirchengebäude umgesetzt wurde. Sie verfügte über 16 Register auf zwei Manualen und ein angehängtes Pedal. Von Schnitgers Werk ist nur noch das Gehäuse erhalten geblieben. Das Innenwerk ging nach mehreren Umbauten verloren. Gerhard Janssen Schmid ersetzte 1842 den Hauptwerk-Prinzipal und Johann Claussen Schmid 1848 den Rückpositiv-Prinzipal sowie das Scharf durch eine Vox humana. 1887 nahm er weitere Änderungen an der Disposition vor (II/P13). Johann Martin Schmid baute 1914 eine neue Orgel unter Einbeziehung alter Register (II/P/11).
Die heutige Orgel wurde 1963 in dem historischen Gehäuse von 1705 von dem Orgelbauer Alfred Führer (Wilhelmshaven) errichtet. Das Instrument hat 14 Register auf zwei Manualen und Pedal.
| I Hauptwerk C–f3 |              |       |
| 1.               | Principal    | 8′    |
| 2.               | Rohrflöte    | 8′    |
| 3.               | Oktave       | 4′    |
| 4.               | Nasat        | 2 ⁄3′ |
| 5.               | Superoktave  | 2′    |
| 6.               | Mixtur IV–VI | 1 ⁄3′ |

| II Rückpositiv C–f3 |            |       |
| 7.                  | Gedackt    | 8′    |
| 8.                  | Principal  | 4′    |
| 9.                  | Waldflöte  | 2′    |
| 10.                 | Quinte     | 1 ⁄3′ |
| 11.                 | Scharf III | 2⁄3′  |
|                     | Tremulant  |       |

| Pedalwerk C–f1 |                |     |
| 12.            | Subbass        | 16′ |
| 13.            | Principal      | 8′  |
| 14.            | Rauschbass III | 2′  |

- Koppeln: II/I, I/P